# ألتن جيوفاني
ألتن جيوفاني (بالبرتغالية: Elton Giovanni Machado‏) هو لاعب كرة قدم برازيلي في مركز الوسط، ولد في 3 سبتمبر 1983 في بورتو أليغري في البرازيل. لعب مع أتلتيكو مينيرو وديبورتيفو ألافيس وغريميو بورتو أليغرينزي ونادي إيتوانو ونادي باهيا ونادي برازيل دي بيلوتاس ونادي سانتوس ونادي فورتاليزا ونادي فيغورينسي ونادي ناوتيكو.

## وصلات خارجية
- ألتن جيوفاني على موقع قاعدة بيانات كرة القدم.إي يو (الإنجليزية)
- ألتن جيوفاني على موقع ليكيب (الفرنسية)
- ألتن جيوفاني على موقع Soccerway.com (الإنجليزية)
- ألتن جيوفاني على موقع عالم كرة القدم.نت (الإنجليزية)